# Hit Mania Dance Estate 2000
Hit Mania Dance Estate 2000 è una raccolta di successi da ballare pubblicata su CD e MC durante l'estate del 2000.
Si tratta della prima compilation della serie Hit Mania a contenere quattro ROM Track, essendo stato rimasterizzato durante il periodo estivo dell'anno 2000, ed è stata mixata dal DJ Mauro Miclini.
La copertina è stata curata e progettata da Gorial.

## Tracce
1. Billy More – Up & Down (Don't Fall in Love with Me)
2. Bamble B – Crime of Passion
3. Mabel – Bum Bum
4. Gayà – Never Meet
5. The Soundlovers – Wonderful Life
6. French Affair – My Heart Goes Boom (DaLiDaDa)
7. Carolina Márquez – Super DJ
8. Lady Violet – Beautiful World
9. Picotto – Komodo
10. Kirsty MacColl – In These Shoes
11. Eiffel 65 – Too Much of Heaven
12. Neja – Singin' Nanana
13. Gigi D'Agostino – L'amour toujours (New Special Remix)
14. 883 – La regina del celebrità (Eiffel 65 Remix)
15. Alex Party – U Gotta Be
16. The Love Bite – Take Your Time
17. Boris & Michi present Fiorello – Azzurro
18. Tony Sweat – Sex Machine (Get Up I Feel Like Being Like a Sex Machine)
19. Miranda – Eldorado
20. Budget – Travel Without a Move
21. Gemelli DiVersi – Musica
22. Piotta – Tequila (Il mambo del giubileo)
23. Rom Track – Vale Tutto